# نوكيا لوميا 822
نوكيا لوميا 822 (بالإنجليزية: Nokia Lumia 822)‏ هو هاتف ذكي من نوكيا ضمن سلسلة لوميا يعمل بنظام ويندوز فون، تم طرحه في الأسواق في 15 نوفمبر 2012.

## الخصائص
- نظام التشغيل: ويندوز فون
- الكاميرا الأمامية: 1.3
- الكاميرا الخلفية: 8 ميجابكسل
- الشاشة: شاشة لمس 800 × 480
- الوزن: 142 غ (5.0 أونصة)
- المعالج: 1.5 جيجا هرتز
- الذاكرة: 1 جيجابايت
- التخزين: 16 جيجابايت